# Akustycznie (album Budki Suflera)
Akustycznie – album koncertowy zespołu Budka Suflera wydany w 1998 roku. Zawiera materiał z akustycznego koncertu zespołu z udziałem orkiestry symfonicznej, który odbył się 3 października 1998 roku w studiu Telewizji Kraków w Łęgu. Materiał wideo z koncertu został wydany także na płycie DVD pod tym samym tytułem.
Album zawiera akustyczne wersje utworów pochodzących z wcześniejszych albumów Budki Suflera z Krzysztofem Cugowskim, a także jeden utwór premierowy – "Martwe morze". Po raz pierwszy w Polsce opakowaniem płyty rodzimego wykonawcy było metalowe pudełko. Oprócz materiału dźwiękowego płyta zawierała ścieżkę multimedialną.

## Lista utworów
| 1.  | "Intro - Pieśń niepokorna" (muz. R. Lipko i K. Cugowski)                             | 1:11    |
|     |                                                                                      |         |
| 2.  | "Cisza jak ta" (muz. R. Lipko i K. Cugowski, sł. A. Mogielnicki)                     | 5:50    |
|     |                                                                                      |         |
| 3.  | "Ratujmy co się da" (muz. R. Lipko, sł. B. Olewicz)                                  | 5:32    |
|     |                                                                                      |         |
| 4.  | "W niewielu słowach" (muz. R. Lipko i K. Cugowski, sł. T. Zeliszewski)               | 6:55    |
|     |                                                                                      |         |
| 5.  | "I tylko gwiazda - blask jej znikomy" (muz. R. Lipko i K. Cugowski, sł. A. Sikorski) | 3:32    |
|     |                                                                                      |         |
| 6.  | "Noc nad Norwidem" (muz. R. Lipko i K. Cugowski, sł. A. Sikorski)                    | 7:53    |
|     |                                                                                      |         |
| 7.  | "Radio taxi" (muz. R. Lipko i K. Cugowski, sł. A. Mogielnicki)                       | 4:47    |
|     |                                                                                      |         |
| 8.  | "Z dalekich wypraw" (muz. R. Lipko i K. Cugowski, sł. A. Sikorski)                   | 3:22    |
|     |                                                                                      |         |
| 9.  | "Noc" (muz. R. Lipko i K. Cugowski, sł. T. Zeliszewski)                              | 4:53    |
|     |                                                                                      |         |
| 10. | "Jest taki samotny dom" (muz. R. Lipko i K. Cugowski, sł. A. Sikorski)               | 3:48    |
|     |                                                                                      |         |
| 11. | "Memu miastu na do widzenia" (muz. R. Lipko, sł. A. Sikorski)                        | 3:36    |
|     |                                                                                      |         |
| 12. | "Martwe morze" (muz. R. Lipko, sł. A. Mogielnicki)                                   | 4:28    |
|     |                                                                                      |         |
| 13. | "Nowa Wieża Babel" (muz. R. Lipko, sł. A. Mogielnicki)                               | 4:30    |
|     |                                                                                      |         |
|     |                                                                                      | 1:00:17 |
|     |                                                                                      |         |

## Twórcy
- Romuald Lipko – instrumenty klawiszowe, gitara basowa
- Krzysztof Cugowski – śpiew
- Mieczysław Jurecki – gitara basowa, gitary
- Tomasz Zeliszewski – perkusja
- Marek Raduli – gitary

gościnnie
- Aleksandra Chludek – śpiew
- Ewa Brachun – śpiew
- Katarzyna Pysiak – śpiew
- José Torres – instrumenty perkusyjne
- Krakowska Orkiestra Symfoniczna pod dyrekcją Rafała Jacka Delekty

## Informacje uzupełniające
- Produkcja i realizacja dźwięku – Paweł Skura
- Projekt i opracowanie graficzne – Art Attack M. Kołodziejek, M. Skałbania
- Zdjęcia – Krzysztof Hejke
- Reżyseria TV – Maciej Dejczer
- Scenografia – Stylianou George
- Opracowanie materiału muzycznego – Halina Jarczyk
- Aranżacje muzyczne – H. J. Jarczyk
- Tłoczenie i produkcja – Sony DADC Austria